# Serrat del Graller
El Serrat del Graller és un serrat de l'Alta Ribagorça que es troba al sector sud-est de l'antic terme de Durro, pertanyent actualment al de la Vall de Boí.
Es pot considerar que comença en el pic del Graller, a 2.353,7 m. alt., des d'on va pujant cap al sud-est, fins a assolir els 2.645,3 m. alt., en un cim de la carena que s'estén a llevant del Cap dels Vedats d'Erta